# Aque Suncur Bursuqui
Aque Suncur Bursuqui (Aq Sunqur Bursuqi; m. 26 de novembro de 1126) foi um oficial seljúcida, então atabegue de Moçul (1113-1115 e 1121-1124) e Alepo (1125-1126), responsável por várias contracruzadas contra os francos. Não deve ser confundido com Aque Suncur Alhájibe, pai de Zengui, ou com Bursuque ibne Bursuque, outro líder turco que também lutou contra os francos.

## Vida
Em 1111, Aque Suncur Bursuqui foi governador de Hamadã e participou da contracruzada liderada por Maudade, que terminou em fracasso. Maudade foi assassinado em Damasco em 2 de outubro de 1113 e o sultão seljúcida Maomé I confiou Moçul a Aque Suncur Bursuqui, bem como a missão de organizar uma nova contracruzada. Em maio de 1114, deixou Moçul à frente de um exército de 15 mil homens e subjugou o emir Ilgazi, que se tornara independente e foi forçado a confiar a Aque Suncur um contingente de soldados liderados por seu filho Aiaz. Sitiou Edessa por um (segundo Mateus de Edessa) ou dois meses (segundo ibne Alatir), mas, por falta de comida, teve que suspender o cerco e devastar os arredores. Então se desentendeu com Aiaz e o prendeu, mas Ilgazi o atacou e o forçou a voltar para Moçul. Aque Suncur foi desgraçado em 1115 pelo sultão que deu Moçul a um líder turco, Usbegue ou Juiuxe Begue, e a direção da contracruzada foi dada a Bursuque ibne Bursuque.
Em 1118, foi emir de Raela e participou com Toguetequim, atabegue de Damasco, de um ataque a Alepo, que fracassou por causa da intervenção do príncipe Boemundo II de Antioquia. No mesmo ano, foi nomeado comissário do sultão da Pérsia junto ao califa abássida em Baguedade. O sultão Maomé morreu logo depois e o Império Seljúcida entrou num período de anarquia. O herdeiro, Mamude II, tinha quatorze anos e emirados subjugados por seu pai começaram a se revoltar, como o dos Banu Maziade, liderado pelo beduíno Xeique Dubais. Aque Suncur Bursuqui marchou para subjugá-lo, mas Juiuxe Begue, emir de Moçul e protetor de Maçude, irmão mais novo de Mamude, aproveitou a oportunidade para se revoltar e tentar impor seu protegido marchando sobre Baguedade. Outro pretendente, o general turco Manguirexe, se adiantou e Aque Suncur fez as pazes e se aliou a Dubais para enfrentar esses novos perigos. Juiuxe Begue foi derrotado, mas Aque Suncur não conseguiu acompanhar Manguirexe e voltou para Moçul. Manguirexe se comportou como um tirano em Baguedade e teve que evacuar a cidade diante da revolta de seus habitantes. Foi então que Amade Sanjar, irmão de Maomé I, interveio para tomar a hegemonia e Mamude foi forçado a reconhecê-lo como sultão supremo. A luta continuou, no entanto, entre Mamude e Maçude e não foi até maio de 1121 que Bursuqui conseguiu reconciliar os dois irmãos. Recebeu Moçul como um agradecimento e por se mudar de Baguedade, onde estava em desacordo com o califa Almostarxide. Dubais então se revoltou e derrotou Bursuqui nas margens do Eufrates em 1122, mas foi derrotado por outro exército de Bursuqui em março de 1123.
Em 1124, recebeu a ordem de organizar uma nova jiade contra os francos, e o povo de Alepo, após a morte de Atabegue Balaque, pediu que o sucedesse. Entrou na cidade em 29 de janeiro de 1125 e tomou posse. Então invadiu o Principado de Antioquia e tomou Cafartabe em 9 de maio de 1125, sitiou Azaz em 22 de maio, mas o rei Balduíno II o derrotou em frente à fortaleza em 13 de junho. Em 1126, atacou novamente o Principado de Antioquia e sitiou Aturabe, mas a chegada de Balduíno II e Joscelino I o forçou a recuar. Foi assassinado em 26 de novembro em Moçul. Seu filho Izaldim Maçude ibne Bursuqui o sucedeu, mas morreu em 1127, dando lugar a Zengui.